# Робін Бірч
Робін Бірч (англ. Robyn Birch, 18 січня 2001) — британська стрибунка у воду. Учасниця Чемпіонату світу з водних видів спорту 2019, де в стрибках з 10-метрової вишки посіла 15-те місце. У змішаних синхронних стрибках з 10-метрової вишки разом з Ноа Вільямсом посіла 4-те місце.